# Arthroleptis hematogaster
Arthroleptis hematogaster es una especie de anfibios de la familia Arthroleptidae.
Es endémica de la República Democrática del Congo.
Su hábitat natural son los montanos secos tropicales o subtropicales.